# Allan Lane
Allan „Rocky“ Lane (eigentlich Harry Leonard Albertshart; * 22. September 1909 in Mishawaka, Indiana; † 27. Oktober 1973 in Woodland Hills, Kalifornien) war ein US-amerikanischer Schauspieler.

## Leben
Lanes Familie zog von seinem Geburtsort nach Grand Rapids, wo er aufwuchs. Nach seiner Schulzeit spielte er bei Notre Dame Football, dann schloss er sich einer Schauspieltruppe aus Cincinnati an, die auch in New York auftrat – zu dieser Zeit legte er sich seinen Künstlernamen zu – und spielte zwischen 1929 und 1932 auch in mehr als 20 Filmen. Erst 1936 kehrte er auf die Leinwand zurück und begann seine Karriere als Westerndarsteller, wobei er im ersten Werk dieses Genres erst zwei Jahre später auftrat. Ab 1940 spielte er für die Republic Pictures in erfolgreichen Serials. King of the Royal Mounted, Daredevils of the West und The Tiger Woman an der Seite von Linda Stirling. Anschließend folgten sechs Filme einer Reihe, in denen er keinen festgeschriebenen Charakter spielte; 1946 wurde er zum neuen Red Ryder des Studios, den er in sieben Filmen verkörperte. Danach folgte seine bekannteste Reihe, die nach ihm benannten Rocky Lane-Filme, von denen bis 1953 neununddreißig erschienen. Neben ihm spielte seit dem Beginn der Serie 1947 Eddy Waller als Sidekick „Nugget Clark“ in den zunehmend billiger produzierten Folgen.
Lane setzte seine Karriere in Fernsehserien als Gaststar fort und spielte in kleineren Rollen auf der Leinwand. 1961 beendete er seine Karriere vor der Kamera; seine Stimme war noch bis 1966 zu hören, die er in der Serie Mr. Ed der Titelfigur, einem sprechenden Pferd, in allen sechs Staffeln lieh. Lanes Name (und Bilder von ihm) wurden auch für eine erfolgreiche Comic-Reihe verwendet.
Lane war zwei Mal verheiratet, zuletzt mit Schauspielkollegin Sheila Ryan. Sein Tod durch Knochenkrebs wurde zum damaligen Zeitpunkt kaum wahrgenommen.

## Filmografie (Auswahl)
- 1929: Not Quite Decent
- 1930: Madam Satan
- 1932: Die große Pleite (The Crash)
- 1932: Rettender Ruin (A Successful Calamity)
- 1936: Sonnenscheinchen (Stowaway)
- 1936: Laughing at Trouble
- 1937: Charlie Chan bei den Olympischen Spielen (Charlie Chan at the Olympics)
- 1941: All-American Co-Ed
- 1943: Laurel und Hardy: Die Tanzmeister (The Dancing Masters)
- 1944: Die Tigerkönigin (The Tiger Woman) (Serial)
- 1947: The Wild Frontier
- 1958: Bis zur letzten Patrone (The Saga of Hemp Brown)
- 1960: Die gnadenlosen Vier (Posse from Hell)
- 1961: Geronimos Rache (Geronimo’s Revenge)
- 1958–1966: Mr. Ed (Mister Ed) (Fernsehserie, 145 Folgen) (Stimme im Original)